# Rancho Viejo y la Palma
Rancho Viejo y la Palma är en ort i Mexiko.   Den ligger i kommunen Linares och delstaten Nuevo León, i den centrala delen av landet, 600 km norr om huvudstaden Mexico City. Rancho Viejo y la Palma ligger 715 meter över havet och antalet invånare är 161.
Terrängen runt Rancho Viejo y la Palma är kuperad åt sydväst, men åt nordost är den bergig. Rancho Viejo y la Palma ligger nere i en dal. Runt Rancho Viejo y la Palma är det glesbefolkat, med 10 invånare per kvadratkilometer. Närmaste större samhälle är Caja Pinta, 13,9 km nordost om Rancho Viejo y la Palma. I omgivningarna runt Rancho Viejo y la Palma växer huvudsakligen savannskog.